# Vasile Aftenie
Boldog Vasile Aftenie (Lodormány, 1899. július 14. – Bukarest, 1950. május 10.) román görögkatolikus pap, fogaras-gyulafehérvári segédpüspök, vértanú.

## Pályafutása
Szülei neve Petru és Agafia volt. 1919-ben beiratkozott a teológiára, majd később Rómába, a Szent Atanáz Pápai Görög Kollégiumba küldték tanulni. Jó barátja volt a szintén ott tanuló Ioan Suciu. 1925-ben filozófiából és teológiából doktorált, majd hazatért. 1926. január 1-jén szentelte pappá Vasile Suciu érsek.
Egy hónappal szentelése után a balázsfalvi teológiai akadémia tanárává nevezték ki. Később Bukarestbe küldték protopópának, majd balázsfalvi kanonoknak, 1939. október 1-jén pedig a teológiai akadémia rektorává nevezték ki.

### Püspöki pályafutása
1940. április 12-én fogaras-gyulafehérvári segédpüspökké és ulpianai címzetes püspökké nevezték ki. Június 5-én szentelte püspökké a balázsfalvi székesegyházban Alexandru Nicolescu fogaras-gyulafehérvári érsek, Alexandru Rusu máramarosi és Ioan Bălan lugosi püspök segédletével. Ezt követően apostoli helynökként tért vissza Bukarestbe.
1948-ban a román görögkatolikus egyházat betiltották, templomait a román ortodox egyháznak adták, és a püspököket is megpróbálták rábírni az áttérésre. Miután szeptember 17-én egy kormányrendelet ötről kettőre csökkentette a görögkatolikus püspökök számát, Afteniét még meghagyták hivatalában, de több sikertelen kompromittálási kísérlet után a kommunisták október 28-án letartóztatták, és az öt másik görögkatolikus püspökkel együtt Dragoslavelébe, majd a Căldărușani kolostorba hurcolták. Felajánlották neki a román ortodox egyház metropolitai székét, de visszautasította hitének elárulását. 1949. májusában a Belügyminisztériumban elkülönítették, és emberfeletti ellenállást igénylő kínzásoknak vetették alá. A verések által megnyomorítva a Văcărești-i börtönbe vitték, ahol a Securitate egy kihallgatása során meghalt. A román kommunista rendszer áldozatai közé tartozik. A Bellu temetőben temette el egy római katolikus pap.

## Emlékezete
A vértanú görögkatolikus püspökök boldoggá avatását 1994-ben kezdeményezte a román görögkatolikus egyház. Ferenc pápa 2019. március 19-én jóváhagyta Vasile Aftenie és hat társa boldoggá avatási dekrétumát. A pápa romániai látogatása alkalmával, 2019. június 2-án a balázsfalvi Szabadság mezején avatta őket boldoggá.